# Balinka (Oslava)
Die Balinka (deutsch Balliner Bach) ist ein rechter Nebenfluss der Oslava in Tschechien.

## Geographie
Die Balinka entspringt zwischen Stáj und Chroustov am Südhang des Sádek (698 m) in den Arnolecké hory. Auf ihrem Weg nach Südosten durchfließt sie Arnolec, Jersín und Meziříčko. Unterhalb von Meziříčko überquert die Autobahn D 1 den Bach. Nachfolgende Orte an der Balinka sind Měřín, Pustina und Stránecká Zhoř.
Auf dem weiteren Lauf bildet die Balinka ein tiefes enges Tal mit zahlreichen Mäandern und fließt über Frankův Zhořec, Šeborov bis Uhřínov. Der nachfolgende Flussabschnitt, in dem sich der Fluss bei Baliny mehrmals windet und seine Richtung gegen Nordost ändert in als Naturpark Balinské údolí geschützt. Am Stadtzentrum von Velké Meziříčí mündet die Balinka nach 31,1 km in die Oslava. Ihr Einzugsgebiet beträgt 178,6 km².

## Zuflüsse
- Arnolecký potok (r), Arnolec
- Včelnický potok (r), unterhalb von Arnolec
- Nadějovský potok (r), Meziříčko
- Tříhranný potok (r), unterhalb der D 1
- Křivý potok (l), oberhalb Měřín
- Na světlých (r), Měřín
- Zblatí (l), Měřín
- Blízkovský potok (l), bei Pustina
- Žďárka (r), Frankův Zhořec
- Pohořílský potok (r), Uhřínov
- Svatoslavský potok (r), unterhalb Uhřínov
- Lavičský potok (r), oberhalb Velké Meziříčí